# Valença
Valença este un oraș în statul Bahia (BA) din Brazilia.